# Robertino Pietri
Roberto David Pietri Chiossone (conocido como Robertino Pietri, 6 de mayo de 1985) es un piloto de motociclismo venezolano, que compitió en el Campeonato del Mundo de Motociclismo desde 2010 hasta 2011.

## Carrera
Hijo del también piloto, Roberto Pietri, Pietri compitió en el Campeonato del Mundo de Superbikes en 2007 y dos temporadas de Moto2. También hizo puntuales apariciones en el AMA Superbike, Superstock y Campeonato de Daytona SportBike.

### Campeonato del Mundo de Motociclismo

#### Carreras por Año
(Carreras en negrita indica Pole position, carreras en cursiva indica Vuelta rápida)
| Año  | Clase | Moto  | 1      | 2       | 3      | 4       | 5       | 6      | 7       | 8       | 9      | 10     | 11     | 12      | 13     | 14     | 15      | 16     | 17      | Pos. | Pts  |
| ---- | ----- | ----- | ------ | ------- | ------ | ------- | ------- | ------ | ------- | ------- | ------ | ------ | ------ | ------- | ------ | ------ | ------- | ------ | ------- | ---- | ---- |
| 2010 | Moto2 | Suter | QAT 28 | SPA 24  | FRA 23 | ITA Ret | GBR 27  | NED 26 | CAT Ret | GER Ret | CZE 29 | IND 21 | RSM 29 | ARA Ret | JPN 31 | MAL 27 | AUS 27  | POR 15 | VAL Ret | 1    | 39.º |
| 2011 | Moto2 | Suter | QAT 29 | SPA Ret | POR 23 | FRA 30  | CAT Ret | GBR 23 | NED 26  | ITA 26  | GER 26 | CZE 25 | IND 32 | RSM Ret | ARA 30 | JPN 25 | AUS Ret | MAL 22 | VAL 24  | 0    | -    |